# گرگور هرووات
گرگور هرووات (اسلوونیایی: Gregor Hrovat؛ زادهٔ ۱۸ اوت ۱۹۹۴) بازیکن بسکتبال اهل اسلوونی است. وی در بازی‌های المپیک تابستانی ۲۰۲۰ حضور داشته‌است.